# Якубінський Владислав Вікторович
Якубі́нський Владисла́в Ві́кторович (1 вересня 1987) — майор Збройних сил України, учасник російсько-української війни.

## Життєпис
Народився 1 вересня 1987 в с. Іллінецьке, Іллінецького району, Вінницької області.
Випускник Академії сухопутних військ ім. гетьмана Сагайдачного.
Станом на 2022 рік командир танкового батальйону 36 ОБрМП
Був поранений 11 квітня 2022. Ольга Таран намагалася надати йому медичну допомогу, але вони загинули . 

## Нагороди
За особисту мужність і героїзм, виявлені у захисті державного суверенітету та територіальної цілісності України, вірність військовій присязі під час російсько-української війни капітан Якубінський Владислав нагороджений орденом Богдана Хмельницького II (6 вересня 2016) і III ступенів (4 грудня 2014).